# Gisela Söhnlein

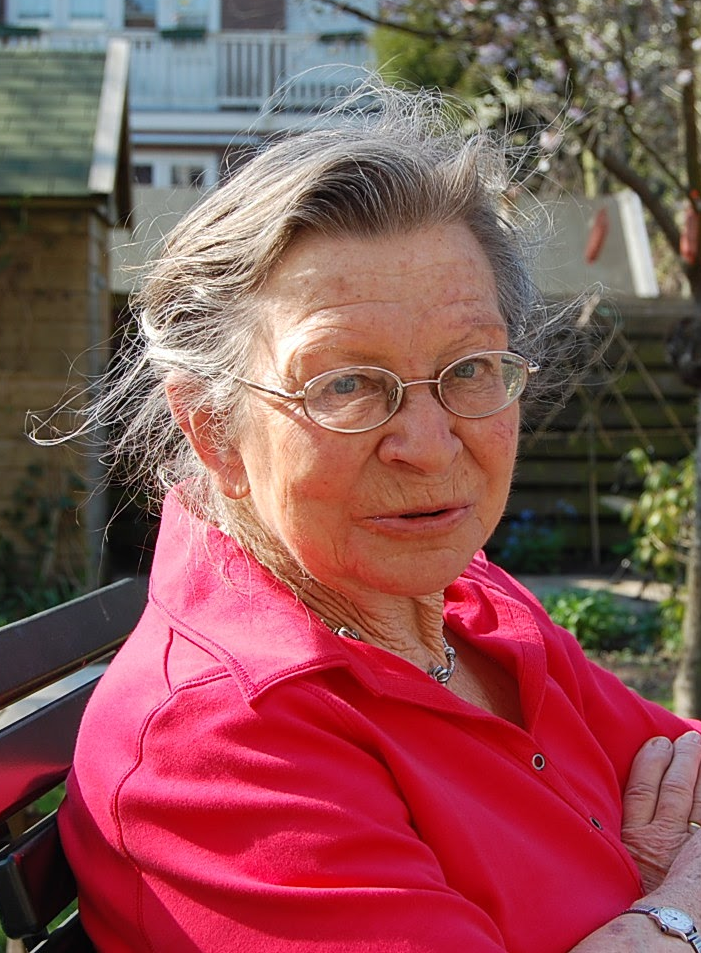
Gisela Söhnlein

Anna Gisela Söhnlein, verh. Wieberdink-Söhnlein (* 3. Oktober 1921 in Santiago de Chile; † 16. November 2021), war eine niederländische Judenretterin während der deutschen Besatzung ihres Landes im Zweiten Weltkrieg.

## Biographie
Gisela Söhnlein wurde 1921 in Santiago de Chile geboren: Ihr deutscher Vater war ein Bergbauingenieur, der mit seiner Familie in Bolivien lebte. Weil Neugeborene in der Höhe in Bolivien oftmals nicht überlebten, fuhren Europäer zur Niederkunft nach Santiago de Chile, wo deshalb auch Gisela Söhnlein zur Welt kam. Ihr Vater starb 1925, als sie vier Jahre alt war, und ihre Mutter zog mit Gisela und ihrem Bruder in die Niederlande. Ab 1939 lebte die Familie in Utrecht. Im selben Jahr nahm Gisela Söhnlein ein Jura-Studium an der Universität Amsterdam auf. Sie wurde Mitglied der Amsterdamer Studentinnenvereinigung (Amsterdamse Vrouwelijke Studenten Vereniging (AVSV)) und suchte sich nach Beginn des Krieges eine Unterkunft in Amsterdam. Das Studentenheim, in dem sie wohnte, lag gegenüber einer Dienststelle der Gestapo, und sie hörte nachts das Geschrei von Menschen. Eine Kommilitonin, die im selben Heim wohnte, brachte Gisela Söhnlein in Kontakt mit der Amsterdamer Studentengruppe (Amsterdamse Studenten Groep).
Ab 1942 wurden die Juden in der Hollandsche Schouwburg zur Deportation versammelt, und die kleinen Kinder wurden – getrennt von ihren Eltern – in der Kinderkrippe auf der gegenüberliegenden Straßenseite untergebracht. Es bildeten sich vier Studentengruppen, die die Kinder aus der Krippe schmuggelten und in Verstecke brachten. Die Kinder wurden in allen möglichen Behältnissen wie Rucksäcken und Milchkannen aus der Kinderkrippe gebracht. Die Momente, in denen die Straßenbahn vorbeifuhr und der Wachmann des Theaters die Eingangstür der Krippe nicht sehen konnte, wurden genutzt, um Kinder in Sicherheit zu bringen. An den Bahnhöfen von Amsterdam und Utrecht wurden die Kinder von anderen Studenten übernommen.
Da der Stiefvater von Gisela Söhnlein bei der Eisenbahngesellschaft arbeitete, konnte Söhnlein kostenlos mit der Bahn fahren und wurde zur Verbindungsperson zwischen der Amsterdamer Studentengruppe und dem Utrechter Kinderkomitee. Sie holte die Kinder in Amsterdam ab und brachte sie mit dem Zug zu Verstecken im ganzen Land, auch nach Friesland und nach Limburg. Sie arbeitete mit Hetty Voûte zusammen.
Einige Kinder wurden in einem Haus auf dem Landgut De Zonnewende in Sint-Michielsgestel untergebracht, aber die Widerständler bekamen zunehmend Zweifel an der Zuverlässigkeit des Paares, das sich um die Kinder kümmerte. Hetty Voûte und Gisela Söhnlein fuhren im Juni 1943 nach Sint-Michielsgestel und nahmen die Kinder unter dem Vorwand mit, sie wollten spazieren gehen, fuhren aber mit den Kindern nach Utrecht. In der Zwischenzeit war eine Kommandogruppe der Widerstandsgruppe Oranje Vrijbuiters im Landgut eingetroffen, um das Paar zu liquidieren. Der Mann wurde getötet und die Frau verwundet. Sie alarmierte den Sicherheitsdienst (SD) und teilte ihm die Kontaktadresse der Studenten mit.
Am Tag darauf wollte Hetty Voûte ihr Fahrrad in Sint-Michielsgestel abholen, aber der SD wartete dort auf sie. Einen Tag später wurde Gisela Söhnlein ebenfalls verhaftet. Beide Frauen kamen in das Kamp Haaren und nach sechs Monaten in das KZ Herzogenbusch. Im September 1944 wurden die zwei Frauen in das KZ Ravensbrück deportiert, wo sie für Siemens Zwangsarbeit ableisten mussten. Sowohl in Vught als auch in Ravensbrück halfen sie ihren Mitgefangenen durch Singen, den Mut zu bewahren. Kurz vor Kriegsende wurden sie vom Schwedischen Roten Kreuz aus dem KZ geholt. Gisela Söhnlein kam im September 1945 über Schweden nach Hause, Hetty Voûte ein paar Monate später.
Nach dem Krieg beendete Gisela Söhnlein ihr Jurastudium in Amsterdam und heiratete Ate Wieberdink (1917–2006), der ebenfalls vier Jahre in KZs hatte verbringen müssen. Im Jahr 1988 erhielten sie und Hetty Voûte (1918–1999) die Yad-Vashem-Auszeichnung Gerechte unter den Völkern.
Anlässlich der Präsentation des Buches Women of Vught (Hans Olink, 1994) im Nationaal Monument Kamp Vught wurde das Liederheft Hoor de vrouwen zingen veröffentlicht, mit Texten von Liedern, die Gisela Söhnlein und Hetty Voûte während ihrer Gefangenschaft geschrieben hatten, und mit einem Vorwort des Komponisten Marius Flothuis. 1998 waren Söhnlein, Voûte und Leonie van Rooij-Overgoor an der Gründung des Gedenkplaats Haaren beteiligt. Als Gisela Söhnlein im Jahr 2000 Schmerzensgeld von Siemens erhielt, gab sie die Summe für eine Ballonfahrt mit ihrer Familie aus: „Um die Freiheit zu feiern.“
Gisela Söhnlein starb am 16. November 2021 im Alter von 100 Jahren.